# Friedrich Behre (Politiker)
Friedrich Behre (* 21. November 1819 in Seelze; † 21. Juli 1888 in Hannover) war ein deutscher Kommunalpolitiker, Bürgervorsteherworthalter, Schulleiter und Bankmanager.

## Leben
Friedrich Behre wurde zu Beginn des Königreichs Hannover in Seelze als Sohn eines Lehrers geboren. Nach dem Abschluss seiner Schule und einem drei Jahre andauernden Studium an einem Lehrerseminar gründete Behre im Jahr 1843 in der seinerzeitigen Residenzstadt Hannover eine private Mädchenschule, die er dann bis 1860 leitete.
Unterdessen trat Behre während der Revolution von 1848 bis 1849 in mehreren Volksversammlungen als Redner hervor. Als Mitglied des demokratischen ausgerichteten hannoverschen Volksvereins stand Behre zudem in engem Kontakt mit Rudolf Benfey und Adolf Mensching, mit denen er sich persönlich für die Interessen des Arbeitervereins zu Hannover starkmachte.
Der am 1. April 1848 aus dem Buchdruckerleseverein hervorgegangene Arbeiterverein zu Hannover gilt als Keimzelle der hannoverschen Arbeiterbewegung. Zudem engagierte sich Behre als Redakteur und Mitherausgeber der Zeitschrift Die Volksschule, die ab 1848 bis 1855 in Hannover erschien mit dem Untertitel Monatsblatt für das Volksschulwesen, insbesondere des Königreichs Hannover.
Ebenfalls 1855 wurde Behre erstmals in das Bürgervorsteherkollegium (BVK) gewählt, dem er bis 1887 – dem Jahr vor seinem Tode – angehörte. In dieser Zeit nahm er von Dezember 1864 bis Juni 1865 das Amt des Schriftführers, anschließend bis Ende 1867 das Amt des Vizeworthalters wahr.
Inzwischen hatte Friedrich Behre die Vorschussvereinsbank gegründet, genauer das am 1. März 1860 als Vorschussverein von 218 Mitgliedern gegründete älteste private Kreditinstitut in Hannover, die spätere Hannoversche Volksbank. Statt der zuvor ebenfalls von ihm gegründeten Mädchenschule leitete Behre ab 1860 und bis zu seinem Tode als Direktor nun jene als Verein gegründete Bank.
Unterdessen wirkte Friedrich Behre gemeinsam mit Hermann Schläger unter anderem als Mitglied in dem von Rudolf von Bennigsen geführten Deutschen Nationalverein. Nach der Annexion des Königreichs Hannover durch Preußen im Jahr 1866 trat Behre aus Protest dann jedoch zur Deutsch-Hannoverschen Partei (DHP) über, in der er rasch – insbesondere in der Stadt Hannover – eine führende Rolle spielte. Ähnlich wie der Rechtsanwalt Friedrich Fischer oder der Reichstagsabgeordnete Ehrenreich Eichholz wirkte auch Behre nun in der welfisch geprägten Oppositionsbewegung gegen Preußen.
Am 12. Oktober 1867 wurde Friedrich Behre von der welfenfreundlichen Mehrheit des hannoverschen Bürgervorsteherkollegiums zu deren Wortführer gewählt, übte damit die Funktion eines Vorsitzenden des BVK aus; ein Amt, das er bis 1886 wahrnahm. In dieser Zeitspanne – 1870 bis 1885 war Ludwig Brüel zunächst sein Vizeworthalter, später sein Nachfolger – engagierte sich Behre in zahlreichen Kommissionen des BVK, darunter in der Finanz- und der Schulkommission, im Armenkollegium, für das Heilig-Geist-Spital oder beispielsweise in der Verwaltung der städtischen Wasserwerke.

## Schriften (Auswahl)
- Die Krippen oder Säuglings-Bewahranstalten nach ihrem Zwecke und Wesen / zusammengestellt behuf einer in Hannover zu gründenden Krippe, und deshalb allen Bewohnern Hannovers, besonders dessen Frauen und Jungfrauen zur Beherzigung empfohlen, Hannover: Druck und Verlag von A. Grimpe, 1853

## Archivalien
Archivalien von und über Friedrich Behre finden sich beispielsweise
- als Porträt im Stadtarchiv Hannover unter der Signatur PGS Ahrens[8]